# The Legend of Vox Machina (сериал)
The Legend of Vox Machina (с англ. — «Легенда о Vox Machina») — американский анимационный фэнтезийный телесериал для взрослых, созданный Critical Role Productions, Titmouse, Inc. и Amazon Studios, премьера которого состоялась на стриминговом сервисе Prime Video. Экранизация первой кампании популярного веб-шоу «Critical Role».

## Описание
Действие сериала разворачивается в Экзандрии, вымышленном мире, созданном Мэттью Мерсером в 2012 году для его личной кампании по системе Dungeons & Dragons, которая затем была запущена как игровой веб-сериал Critical Role в 2015 году. Большая часть истории происходит на континенте Тал’Дорей в таких местах, как город Имон и город-государство Уайтстоун.
Первые две серии первого сезона повествуют о событиях, произошедших непосредственно перед переходом партии в формат стримов. Последующие эпизоды (с допущениями из-за хронометража) первого сезона адаптируют арку Брайарвудов из первой кампании шоу.
Второй и третий сезон рассказывают о событиях арки Конклава цвета (в локализации Prime Video — Хроматического Конклава).

## Актёрский состав

### Главные персонажи
К своим ролям вернулся каст Critical Role.
- Мэттью Мерсер — Сайлас Брайарвуд / Тринкет, медведь / Амбрасил / Виктор / другие голоса
- Эшли Джонсон — Пайк Трикфут, гном-жрица
- Лиам О’Брайен — Вакс’илдан «Вакс» Вессар, плут-полуэльф / Воругал
- Лора Бэйли — Векс’алия «Векс» Вессар, следопыт-полуэльфийка
- Сэм Ригел — Сканлан Шортхалт, гном-бард
- Мариша Рэй — Килет, друид-полуэльфийка
- Талесин Джаффе — Персиваль «Перси» Фредрикштейн фон Мюзель Клоссовски де Роло III, человек-стрелок
- Трэвис Уиллингхэм — Грог Стронгджо, варвар-голиаф

###### Значимые второстепенные персонажи
- Индира Варма — Аллура Вайсорен
- Сунил Малхотра — Шон Гилмор
- Мэри Элизабет Макглинн — Зара Хайдрис
- Уилл Фридел — Кэшо Веш
- Эсме Крид-Майлс — Кассандра де Роло
- Стефани Беатрис — Леди Кима
- Хари Пэйтон — Владыка Уриэль Тал’Дорей
- Генри Уинклер — Уилхэнд Трикфут
- Эшлинг Франчози — Кейли
- Луис Каразо — Зерксус Илерез
- Грей Делайл — Делайла Брайарвуд
- Кри Саммер — Райшан / Салда
- Лэнс Риддик — Тордак
- Ральф Айнесон — Кевдак
- Мара Жюно — Джа'мон Са Орд
- Келли Ху — Анна Рипли
- Айк Амади — Грун
- Сумали Монтано — Ворд
- Аланна Юбак — Осиса
- Тони Плана — Камалджиори
- Доминик Монаган — Арчибальд Десне
- Трой Бейкер — Силдор
- Джайла Лавендер Николас — Велора
- Билли Бойд — Гармили
- Юджин Бирд — Капитан Джаретт
- Дэвид Теннант — Генерал Криг
- Тони Хейл — Сэр Финс
- Рори Макканн — Герцог Ведмайр
- Стивен Рут — Профессор Андерс
- Абубакар Салим — Занрор
- Чич Марин — Тринкет
- Робби Дэймонд — Серконос
- Сендхил Рамамурти — Сандор
- Трейси Томс — Вечносвет
- Кортни Тейлор — Королева Воронов
- Джина Торрес — хранитель Йеннен
- Фред Таташор — Коррин
- Дарин Де Пол — Стоунфелл
- Дженнифер Карраз — Госпожа Ашарру[3]

В озвучке сериала также принимали участие Фелиция Дэй, Эйми Карреро, Крис Сабат, Роберт Холл (рэпер Logic), Джанет Варни, Макс Миттелман, Анджали Бимани, Стэйси Рэймонд, Мэйсон Александр Парк и другие.

## Эпизоды
(названия и аннотации эпизодов 1 и 2 сезона на русском взяты непосредственно с Prime Video; с 3 сезона сериал перестал официально локализовываться на русский язык)

#### 1 сезон (2022)
| № | Название                                                      | Режиссёр          | Автор сценария                | Дата премьеры   |
| --- | ------------------------------------------------------------- | ----------------- | ----------------------------- | --------------- |
| 1 | «Ужас Тал'Дорея — часть 1» «The Terror of Tal'Dorei — part 1» | Янг Хеллер        | Брэндон Оман                  | 28 января 2022  |
| Разношерстная группа авантюристов, известная как Vox Machina, получает задание от Владыки Уриэля Тал'Дорея выяснить, кто (или что) уничтожает деревни в окрестностях Имона. |                                                               |                   |                               |                 |
| 2 | «Ужас Тал'Дорея — часть 2» «The Terror of Tal'Dorei — part 2» | Алисия Чен        | Брэндон Оман                  | 28 января 2022  |
| Vox Machina сообщает Владыке Уриэлю о том, какое существо виновато в ужасающих нападениях на деревни. Команде удается выследить чудовище и найти его тайное логово. Ради безопасности Имона Vox Machina должна сразиться со зверем, которого, кажется, невозможно убить. |                                                               |                   |                               |                 |
| 3 | «Королевский пир» «The Feast of Realms»                       | Стэнли Фон Медвей | Юджин Сон                     | 28 января 2022  |
| Членов Vox Machina приглашают во дворец на торжественный ужин, где Перси сталкивается с загадочными и жестокими фигурами из своего прошлого. Это лорд Сайлас и леди Делайла Брайарвуд. Команда собирает информацию о Брайарвудах, завязывается бой, после которого члены команды понимают, что мучительное прошлое Перси оставило в его душе тёмный след.                              |                                                               |                   |                               |                 |
| 4 | «Тени у ворот» «Shadows at the Gates»                         | Янг Хеллер        | Эшли Берч                     | 04 февраля 2022 |
| После того как Vox Machina испортила дипломатический ужин Уриэля, её членов приговорили к домашнему аресту в их замке, где они борются со скукой. Килет убеждает Перси рассказать о своем печальном прошлом. Пайк опасается, что утратила связь со своей богиней. Тем временем, на Vox Machina надвигается новая угроза.                                                               |                                                               |                   |                               |                 |
| 5 | «Роковое путешествие» «Fate's Journey»                        | Алисия Чен        | Дженнифер Муро                | 04 февраля 2022 |
| Vox Machina отправляется в Уайтстоун, чтобы сразиться с Брайарвудами и помочь Перси вернуть дом своей семьи. В дороге Скэнлан изучает загадочную книгу заклинаний Делайлы Брайарвуд, чтобы найти какие-то подсказки. Во время первого похода команды на неё нападают ужасные чудовища, посланные Брайарвудами, чтобы вернуть книгу.                                                    |                                                               |                   |                               |                 |
| 6 | «Искра мятежа» «Spark of Rebellion»                           | Стэнли Фон Медвей | Мэ Кетт                       | 04 февраля 2022 |
| Члены Vox Machina разыскивают жрицу Уайтстоуна – хранительницу Йеннен, которая рассказывает им о назревающем мятеже. Команда понимает: чтобы победить Брайарвудов, ей нужна помощь вожака мятежников Арчибальда Деснея. Но сначала они должны устроить смелый побег из тюрьмы, во время которого они столкнутся с садистом-тюремщиком Брайарвудов – Керрионом Стоунфеллом.             |                                                               |                   |                               |                 |
| 7 | «Скэнбо» «Scanbo»                                             | Янг Хеллер        | Сэм Ригел, Трэвис Уиллингхэм  | 11 февраля 2022 |
| Vox Machina узнает больше о клятве отомстить, которую дал Перси много лет назад. Килет пытается установить магическую связь с Древом Солнца. Она чувствует его боль и присутствие темной силы глубоко под Уайтстоуном. Чувствуя себя недооцененным, Сканлан вызывается проникнуть в особняк графа Ведмайра и отвлечь его, пока Vox Machina пытается освободить сестру Перси Кассандру. |                                                               |                   |                               |                 |
| 8 | «Злой язык» «A Silver Tongue»                                 | Алисия Чен        | Марк Бернандин                | 11 февраля 2022 |
| Vox Machina сражается с жестоким профессором Андерсом, у которого есть уникальные магические способности, а Делайла Брайарвуд с помощью волшебства вызывает демоническую армию, призванную уничтожить наших героев. Тем временем Пайк пытается вновь установить связь со своей богиней, даже если ей придется рискнуть жизнью.                                                         |                                                               |                   |                               |                 |
| 9 | «Лавина костей» «The Tide of Bone»                            | Стэнли Фон МедВей | Кевин Бёрк, Крис "Doc" Уайатт | 11 февраля 2022 |
| Причины настоящих действий Брайарвудов таятся в их темном прошлом. Делайла разглашает свой договор с Тем, о ком шепчут. На залитых кровью улицах Уайтстоуна Vox Machina сражается с ордами нежити не на жизнь, а на смерть. И когда ситуация кажется безнадежной, команда получает помощь из неожиданного источника.                                                                   |                                                               |                   |                               |                 |
| 10 | «Глубины обмана» «Depths of Deceit»                           | Янг Хеллер        | Дженнифер Муро                | 18 февраля 2022 |
| После разговора Перси со своим старым врагом доктором Анной Рипли команда заключает с ней временное партнерство. Несмотря на заверения Перси, что ей нельзя доверять, Vox Machina берет Рипли с собой. Она ведет их, обходя ловушки под замком, но скоро команду предает один из своих.                                                                                                |                                                               |                   |                               |                 |
| 11 | «Шёпот у зиккурата» «Whispers at the Ziggurat»                | Алисия Чен        | Юджин Сон, Трэвис Уиллингхэм  | 18 февраля 2022 |
| Vox Machina идет в последнюю атаку против Брайарвудов на вершине зиккурата. Они сражаются с темным волшебством Делайлы и вампирической силой Сайласа. Обеспокоенная Векс и обезумевший от горя Перси пытаются спасти своих брата и сестру. Но их самые упорные усилия могут оказаться недостаточными, так как Брайарвуды почти завершили свой тайный ритуал.                           |                                                               |                   |                               |                 |
| 12 | «Тьма в душе» «The Darkness Within»                           | Стэнли Фон Медвей | Брэндон Оман, Сэм Ригел       | 18 февраля 2022 |
| Vox Machina остановила тёмный ритуал Брайарвудов, но дорогой ценой. Они убегают из зиккурата, чтобы спасти члена своей команды. Перси жаждет отомстить их пленнице Делайле Брайарвуд. Векс умоляет его забыть о мести, и для этого Перси должен победить тьму в своей душе. |                                                               |                   |                               |                 |

#### 2 сезон (2023)
| № | Название                                                 | Режиссёр   | Автор сценария    | Дата премьеры   |
| --- | -------------------------------------------------------- | ---------- | ----------------- | --------------- |
| 1 | «Восстание Конклава Хрома» «Rise of the Chroma Conclave» | Янг Хеллер | Брэндон Оман      | 20 января 2023  |
| Победоносное возвращение Vox Machina домой прерывается прибытием древних драконов, Конклава Хрома. Несмотря на все усилия Vox Machina, драконы разрушают город, заставляя команду искать способ спастись. |                                                          |            |                   |                 |
| 2 | «Испытания в Вассельхайме» «The Trials of Vasselheim»    | Алисия Чен | Коллин Эвансон    | 20 января 2023  |
| Vox Machina отправляется в таинственный древний город Вассельхайм в поисках союзников. Вскоре им приходится обратиться к группе жадных охотников за головами Добыча убийц.Vox Machina встречается с древним существом, обладающим важной информацией, которая может помочь им в борьбе с драконами Конклава Хрома.                                                                      |                                                          |            |                   |                 |
| 3 | «Затонувшая гробница» «The Sunken Tomb»                  | Юджин Ли   | Тодд Кейси        | 20 января 2023  |
| Vox Machina исследует древний храм в поисках своего первого артефакта Остатков Дивергенции - легендарного оружия, которое, как они надеются, поможет им в борьбе с драконами Хрома Конклава. Пока они преодолевают ряд опасных препятствий, чтобы добраться до затонувшей гробницы, один из членов команды совершает ужасную ошибку.                                                    |                                                          |            |                   |                 |
| 4 | «Спасение» «Those Who Walk Away»                         | Янг Хеллер | Юджин Сон         | 27 января 2023  |
| В отчаянной попытке спасти жизнь члена команды Вакс заключает роковую сделку с Королевой Воронов, предлагая взамен свою собственную жизнь. Пока Vox Machina с боем выбирается из затонувшего храма, Вакс задается вопросом, на что он только что подписался. |                                                          |            |                   |                 |
| 5 | «Пройти сквозь огонь» «Pass Through Fire»                | Алисия Чен | Мередит Кескемети | 27 января 2023  |
| Путешествуя в поисках следующего артефакта, Vox Machina проходит мимо Пиры, где живёт народ Огненных Ашари. Обнаружив, что деревня находится в бедственном положении, Vox Machina приходится помочь им, сражаясь с огненными существами, которые попадают в мир через портал в другое измерение. Пытаясь закрыть портал, Килет узнает больше о силе, которая заключена в ней самой.     |                                                          |            |                   |                 |
| 6 | «В Римеклефте» «Into Rimecleft»                          | Юджин Ли   | Мэй Катт          | 27 января 2023  |
| Прибыв в место, где хранится следующий артефакт, Vox Machina приходится противостоять загадочному сфинксу Камалджиори - помощнику Осисы. Но даже если им удастся добиться успеха, их поджидает неожиданная угроза. |                                                          |            |                   |                 |
| 7 | «Царство Фей» «The Fey Realm»                            | Янг Хеллер | Кевин Бёрк        | 3 февраля 2023  |
| После побега от чёрного дракона Амбрасила команда Vox Machina разделилась. Половина команды оказывается затерянной в другом измерении - таинственном царстве Фей. Они сталкиваются со странными опасностями, пытаясь отыскать следующий артефакт Остатков Дивергенции. Тем временем другая половина команды ищет способ исцелить своего проклятого товарища.                            |                                                          |            |                   |                 |
| 8 | «Дерево эха» «Echo Tree»                                 | Алисия Чен | Мэй Чен           | 3 февраля 2023  |
| В царстве фей Vox Machina обнаруживают город Сингорн и встречают отца Вакса и Векс. После эмоциональной встречи Vox Machina отправляются в путешествие вглубь царства Фей в поисках следующего артефакта Дивергенции - лука Фентраса. Чтобы заполучить его, они должны противостоять древней и могущественной архифее. Тем временем в Тал'дорее Сканлан и Пайк пытаются вылечить Грога. |                                                          |            |                   |                 |
| 9 | «Испытание гордыней» «A Test of Pride»                   | Юджин Ли   | Сэм Ригел         | 3 февраля 2023  |
| Зная, что Титановые костяшки находятся в городе Вестран, Пайк и Сканлан придумывают план, как забрать его у нынешнего владельца - дяди Грога Кевдака. Но Грог, ослабленный проклятием Крейвен Эджа и преследуемый воспоминаниями о последней встрече с дядей, сомневается, достаточно ли он силен, чтобы противостоять Кевдаку.                                                         |                                                          |            |                   |                 |
| 10 | «Поле боя» «The Killbox»                                 | Янг Хеллер | Мередит Кескемети | 10 февраля 2023 |
| Несмотря на свое ослабленное состояние, Грог вступает в смертельную схватку с Кевдаком. Битва проходит очень напряженно, Грог получает удар Титановыми костяшками, ещё одного артефакта Дивергенции, который наносит ему дядя. Когда Грог уже готов пасть, вовремя появляются остальная команда Vox Machina, чтобы вступить в схватку.                                                  |                                                          |            |                   |                 |
| 11 | «Чрево чудовища» «Belly of the Beast»                    | Алисия Чен | Юджин Сон         | 10 февраля 2023 |
| В то время как Сканлан делает судьбоносное открытие о своем прошлом, Вакс сталкивается с Королевой Воронов, чтобы узнать правду о таинственном договоре, который он заключил с ней. В то же время Vox Machina объединяется с общиной Грога и намеревается устроить засаду для Амбрасила, чтобы уничтожить страшного чёрного дракона.                                                    |                                                          |            |                   |                 |
| 12 | «Пожиратель надежд» «The Hope Devourer»                  | Юджин Ли   | Брэндон Оман      | 10 февраля 2023 |
| Когда чёрному дракону Амбрасилу удается избежать засады, Vox Machina преследуют его до горы Гатшадоу. В страшных туннелях логова Амбрасила, наполненных кислотой, Vox Machina должны одержать последнюю победу над злым драконом. |                                                          |            |                   |                 |

#### 3 сезон (2024)
| № | Название                                     | Режиссёр   | Автор сценария                  | Дата премьеры   |
| --- | -------------------------------------------- | ---------- | ------------------------------- | --------------- |
| 1 | «Смертельная сделка» «A Deadly Bargain»      | Юджин Ли   | Сэм Ригел, Трэвис Уиллингхэм    | 3 октября 2024  |
| Райшан под скрытой личиной посещает Vox Machina, предлагая помощь. Она рассказывает им о ещё одном Остатке Дивергенции, способном победить Тордака: Латы мученика зари. Не все в команде склонны доверять двуличной драконице, но путешествие в город Маркет покажет, говорит ли она правду. |                                              |            |                                 |                 |
| 2 | «Узники Анк'Харела» «Prisoners of Ank'Harel» | Янг Хеллер | Сюзанн Кайли                    | 3 октября 2024  |
| В Анк'Хареле группа лицом к лицу встречается с Анной Рипли... и Ортаксом. Они скрываются от неё, только чтобы попасть под обвинения в убийстве! Пока над Vox Machina вершат суд, Сканлан встречает свою дочь. Время на исходе, пока он пытается спасти своих друзей и отношения с Кейли.     |                                              |            |                                 |                 |
| 3 | «Волнения» «Vexations»                       | Карен Гуо  | Мередит Кескемети               | 3 октября 2024  |
| Горите в аду, Vox Machina! Но сначала загляните в Драконию. Не волнуйтесь — Кима и Аллура знают там кое-кого, кто может помочь. Она замечательная. Но не забывайте и о делах амурных: у Перси есть чувства к Векс, а у Вакса — к Килет. Что может пойти не так?                              |                                              |            |                                 |                 |
| 4 | «Адская расплата» «Hell to Pay»              | Юджин Ли   | Брэндон Оман, Трэвис Уиллингхэм | 10 октября 2024 |
| Пока Вакс, Килет, Пайк, Грог и Сканлан ищут магическую броню в Адах Деспата, Перси, Векс, Кима и Аллура пытаются спастись от яростного Воругала. Смогут ли они спастись от пламени ада и ледяной угрозы?                                                                                     |                                              |            |                                 |                 |
| 5 | «Холодные пустоши» «The Frigid Wastes»       | Янг Хеллер | Марк Франклин-Уилльямс          | 10 октября 2024 |
| Пока Киму преследует Воругал, Аллура изо всех сил старается остановить его и спасти свою любимую. Тем временем, Пайк в аду играет против дьявола, и ставка в игре — души её друзей и будущее мира. Есть ли у неё туз в рукаве, который может всех спасти?                                    |                                              |            |                                 |                 |
| 6 | «Грядущая буря» «The Coming Storm»           | Карен Гуо  | Лиам О'Брайен, Юджин Сон        | 10 октября 2024 |
| Добро пожаловать в Шато Шортхалт! Там будут песни, танцы и больше курицы, чем вы когда-либо сможете осилить. Недостаточно? Тогда как насчёт молодых драконов, атакующих Уайтстоун? Или Райшан, предающей Vox Machina?                                                                        |                                              |            |                                 |                 |
| 7 | «Плащ и кинжал» «Cloak and Dagger»           | Юджин Ли   | Мариша Рэй, Юджин Сон           | 17 октября 2024 |
| В руинах Уайтстоуна Vox Machina находит зацепку, которая выводит их на логово Рипли на далёком острове. Прежде чем они смогут продолжить схватку с Конклавом, им нужно разобраться с этим ножом в спине.                                                                                     |                                              |            |                                 |                 |
| 8 | «Осада и тишина» «Siege & Silence»           | Янг Хеллер | Мередит Кескемети               | 17 октября 2024 |
| После болезненной утраты Vox Machina придётся сразиться с Тордаком без одного из своих друзей. Они путешествуют по всей Экзандрии в поисках союзников. Будет ли всей силы мира достаточно? Или Тордак сотрёт Тал'Дорей в порошок?                                                            |                                              |            |                                 |                 |
| 9 | «Трон Тордака» «Thordak's Throne»            | Карен Гуо  | Кевин Бёрк, Крис "Doc" Уайатт   | 17 октября 2024 |
| Тордак наносит ответный удар! Объединённые силы Уайтстоуна и Сингорна в опасности после его засады. Преданная Райшан и загнанная в угол Vox Machina пытается придумать новый план, прежде чем всех их союзников уничтожат.                                                                   |                                              |            |                                 |                 |
| 10 | «На края света» «To The Ends of the World»   | Юджин Ли   | Сюзанн Кайли                    | 24 октября 2024 |
| Тордак пал, но цена, которую пришлось заплатить, оказалась велика. После битвы Райшан бежит с его телом. Vox Machina не знает, какой у неё план, но ничего хорошего ждать не приходится. Разобщённая группа отправляется по своим делам ради мести, успокоения и обретения знаний            |                                              |            |                                 |                 |
| 11 | «Смертельные отзвуки» «Deadly Echoes»        | Янг Хеллер | Юджин Сон                       | 24 октября 2024 |
| В море близнецы пытаются выжить в битве против Рипли. Килет проходит опасный ритуал Ашари Земли, чтобы найти Райшан. Квест Пайк и Грога не легче — они пытаются убедить Кейли помочь спасти Сканлана                                                                                         |                                              |            |                                 |                 |
| 12 | «Души во тьме» «Souls in Darkness»           | Карен Гуо  | Брэндон Оман, Сэм Ригел         | 24 октября 2024 |
| Объединив свою душу с телом красного дракона, Райшан становится неубиваемым монстром-нежитью. Она сражается с Vox Machina в своём логове, пытаясь уничтожить их, пока они не нарушили её планы.                                                                                              |                                              |            |                                 |                 |

## Разработка

### Сбор средств на Kickstarter
4 марта 2019 года участники Critical Role запустили кампанию на Kickstarter, чтобы собрать средства на 22-минутный анимационный специальный мини-фильм под названием Critical Role: The Legend of Vox Machina Animated Special. Действие истории должно было происходить непосредственно перед началом первой кампании. Однако через час после начала сбора количество собранных средств достигло миллиона долларов, к концу дня дойдя до отметки в четыре с половиной миллиона долларов. В честь этого авторы объявили о создании полноценного десятисерийного сезона.
Окончательная общая сумма, собранная на Kickstarter на момент закрытия кампании 19 апреля 2019 года, составила $11 385 449, что стало рекордом краудфандинга в разделе кино и телевидения на этой платформе.

### Производство
Изначально идея первых двух эпизодов, предшествующих арке Брайарвудов, была совершенно другой: сознание членов Вокс Макины должно было оказаться под мысленным контролем, и группа должна была увидеть свои самые большие страхи, но команда сценаристов отвергла идею.
В ноябре 2019 года Amazon Studios объявила, что приобрела права на потоковое вещание The Legend of Vox Machina и заказала дополнительные 2 серии для первого сезона и полноценный второй сезон.
На протяжении 2020—2022 года Critical Role выпускали цикл закадровых видео «The Legend of The Legend of Vox Machina» о различных сторонах создания сериала.
Первоначальная дата релиза сериала была назначена на 4 февраля 2022 года, однако позднее выход перенесли на 28 января.
25 января 2022 года для всех спонсоров сериала на Kickstarter состоялась ранняя премьера двух первых серий.
На Комик-Коне 2022 в Нью-Йорке было объявлено, что второй сезон сериала выйдет в январе 2023 года; также был показан первый отрывок из него. В декабре 2022 года был объявлен список актёров, которые присоединятся к составу во 2 сезоне и был обнародован трейлер сезона. Также было заявлено, что показы первых трёх серий состоятся в сети кинотеатров Cinemark на день раньше официальной премьеры сезона на Prime Video.
В мае 2024 года было объявлено, что третий сезон сериала выйдет осенью 2024 года. Тогда же появилась информация о том, что четвёртый и пятый сезон сериала уже находятся в разработке. В июне 2024 года было показано интро серий 3 сезона. В августе был показан официальный трейлер сезона.
В июле 2025 года был показан тизер 4 сезона, который должен выйти в 2026 году; также было объявлено, что пятый сезон станет последним.

## Саундтрек
Саундтрек первого сезона, альбом The Legend of Vox Machina (Amazon Original Series Soundtrack) вышел на музыкальных стриминговых сервисах 28 января 2022 года.
Музыку к сериалу написал композитор Нил Акри, известный своими работами в сериалах франшизы «Звёздные врата», играх франшиз World of Warcraft и StarCraft и многих других фильмах, сериалах и играх. В создании саундтрека также участвовали Сэм Ригел и Mr. Fantastic (Питер Хабиб). Сам альбом записывался с привлечением оркестра Budapest Scoring Orchestra и музыкантов Тины Го (электрическая и акустическая скрипка), Пола Картрайта (скрипка), Кристин Найгус (духовые) и Эрика Риглера (волынка).
Нил загорелся идеей музыки к сериалу ещё с момента объявления сборов на Kickstarter: он создал свой собственный вариант заглавной темы, нанял оркестр, чтобы записать её, и отправил запись касту Critical Role в качестве заявки на роль композитора.

Виниловая версия саундтрека вышла в феврале 2023 года и заняла первое место в разделе «Саундтреки» на Amazon.
| №   | Название                          | Длительность |
| --- | --------------------------------- | ------------ |
| 1.  | «Opening Titles»                  | 1:06         |
| 2.  | «Long Ago...»                     | 1:05         |
| 3.  | «Tavern Brawl»                    | 1:35         |
| 4.  | «Scanlan's Love Song»             | 0:12         |
| 5.  | «Visiting The Castle»             | 0:55         |
| 6.  | «The Legend of Vox Machina»       | 1:11         |
| 7.  | «Skyship»                         | 1:37         |
| 8.  | «The Village»                     | 3:00         |
| 9.  | «The Terror of Tal'Dorei, Pt. I»  | 0:57         |
| 10. | «The Terror of Tal'Dorei, Pt. II» | 1:42         |
| 11. | «Embers»                          | 1:34         |
| 12. | «Die Gloriously»                  | 0:54         |
| 13. | «The Adventure Begins»            | 0:46         |
| 14. | «Scanlan's Hand!»                 | 0:06         |
| 15. | «Meet The Briarwoods»             | 1:36         |
| 16. | «Fighting Back»                   | 1:57         |
| 17. | «The Cello Begins»                | 0:46         |
| 18. | «Pull My Beads of Love»           | 1:26         |
| 19. | «A Narrow Escape»                 | 1:48         |
| 20. | «Shadows at the Gates»            | 1:13         |
| 21. | «Pike’s Farewell»                 | 1:44         |
| 22. | «As You Are»                      | 1:56         |
| 23. | «Rise, Mighty Scanlan, Rise!»     | 0:28         |
| 24. | «Two Teams»                       | 2:06         |
| 25. | «No Mercy Percy»                  | 3:42         |
| 26. | «Sneaking In»                     | 0:36         |
| 27. | «Scanbo»                          | 1:14         |
| 28. | «Nevosh, Nevonn»                  | 0:13         |
| 29. | «A Tragic End»                    | 1:20         |
| 30. | «When Murder Entered My Heart»    | 2:17         |
| 31. | «Signal In The Sky»               | 1:54         |
| 32. | «You Got Scanlan'd»               | 0:17         |
| 33. | «Choose Your Path»                | 1:58         |
| 34. | «The Tide of Bone»                | 1:22         |
| 35. | «The Legend is Back»              | 0:35         |
| 36. | «Assault from All Points»         | 1:17         |
| 37. | «Your Turn To Lead»               | 1:42         |
| 38. | «A Sign From Above»               | 1:15         |
| 39. | «Pike Trickfoot»                  | 0:47         |
| 40. | «Heavy»                           | 2:50         |
| 41. | «Turning Tides»                   | 3:17         |
| 42. | «Blinded By The Light»            | 1:25         |
| 43. | «The Ritual»                      | 2:20         |
| 44. | «The Doorway»                     | 1:20         |
| 45. | «The Darkness Within, Pt. I»      | 3:41         |
| 46. | «The Darkness Within, Pt. II»     | 1:13         |
| 47. | «Home»                            | 1:39         |

Саундтрек второго сезона, альбом The Legend of Vox Machina: Season 2 (Music from the Original Series on Prime Video) вышел 2 июня 2023 года. Виниловая версия саундтрека вышла в мае 2024 года.
| №   | Название                                | Длительность |
| --- | --------------------------------------- | ------------ |
| 1.  | «Lemme Catch You Up»                    | 2:07         |
| 2.  | «Dragonfall»                            | 3:46         |
| 3.  | «The Fall of Emon»                      | 2:22         |
| 4.  | «To Vasselheim»                         | 2:21         |
| 5.  | «The Wrath of the Chroma Conclave»      | 1:08         |
| 6.  | «The Outhouse (End Credits)»            | 0:46         |
| 7.  | «Vasselheim»                            | 1:47         |
| 8.  | «Temple of the Stormlord»               | 1:47         |
| 9.  | «The Slayer's Take»                     | 2:37         |
| 10. | «Where Do You Find Your Strength?»      | 3:13         |
| 11. | «Makin' My Way»                         | 1:00         |
| 12. | «Do Not Go Far From Me»                 | 2:51         |
| 13. | «The Matron of Ravens»                  | 3:29         |
| 14. | «Hail The New Champion»                 | 2:07         |
| 15. | «Road, Road»                            | 0:12         |
| 16. | «Wind»                                  | 1:54         |
| 17. | «Walk Through Fire»                     | 2:54         |
| 18. | «The Blessing of Pyrah»                 | 1:44         |
| 19. | «Song for Osysa»                        | 1:21         |
| 20. | «Song for Osysa (End Credits)»          | 0:46         |
| 21. | «Spore Trip»                            | 1:22         |
| 22. | «The Herd of Storms»                    | 2:15         |
| 23. | «I Would Like to Rage»                  | 2:31         |
| 24. | «We All Rage»                           | 2:26         |
| 25. | «Finishing Move»                        | 2:04         |
| 26. | «Strongjaw»                             | 2:12         |
| 27. | «When The Bald Man Cries (End Credits)» | 0:45         |
| 28. | «Leia»                                  | 1:15         |
| 29. | «Threads of Fate»                       | 4:48         |
| 30. | «Lightning in Your Face!»               | 0:09         |
| 31. | «Leap of Faith»                         | 2:07         |
| 32. | «The Hope Devourer»                     | 2:31         |
| 33. | «Scanlan's Destiny»                     | 2:05         |
| 34. | «Epilogue»                              | 1:25         |
| 35. | «Makin' My Way (End Credits)»           | 0:45         |

Саундтрек третьего сезона, альбом The Legend of Vox Machina: Season 3 (Prime Video Original Series Soundtrack) вышел 25 октября 2024 года.
| №   | Название                                           | Длительность |
| --- | -------------------------------------------------- | ------------ |
| 1.  | «Main Title (Season 3)»                            | 1:19         |
| 2.  | «The Diseased Deceiver»                            | 2:16         |
| 3.  | «Vaxleth Interrupted»                              | 1:31         |
| 4.  | «Distractions»                                     | 1:42         |
| 5.  | «Ank'Harel»                                        | 1:06         |
| 6.  | «We Had a Bargain»                                 | 0:53         |
| 7.  | «Smash and Grab»                                   | 2:26         |
| 8.  | «Do You Spice?»                                    | 0:48         |
| 9.  | «Circle the World (Tavern Instrumental)»           | 0:27         |
| 10. | «Shake The Guards»                                 | 1:13         |
| 11. | «Ruby (End Credits)»                               | 0:45         |
| 12. | «Bedroom Talk»                                     | 1:42         |
| 13. | «Off To Hell»                                      | 0:14         |
| 14. | «I Know Their Hearts»                              | 2:06         |
| 15. | «Into Hell»                                        | 0:35         |
| 16. | «Costumes and Makeup»                              | 0:09         |
| 17. | «The City of Dis»                                  | 1:05         |
| 18. | «Run Like Hell»                                    | 1:57         |
| 19. | «Speak of the Devil»                               | 4:08         |
| 20. | «The Brass Ring»                                   | 1:43         |
| 21. | «Well Played»                                      | 1:41         |
| 22. | «Stone Cold Beast Brawl»                           | 3:00         |
| 23. | «Scanlan's Hand!»                                  | 0:05         |
| 24. | «Chateau Shorthalt»                                | 1:23         |
| 25. | «Pull My Beads of Love (String Quartet Version)»   | 1:25         |
| 26. | «Percy Chooses Revenge»                            | 0:45         |
| 27. | «We Fly»                                           | 1:38         |
| 28. | «Some Scars Don't Heal»                            | 2:07         |
| 29. | «Not How It's Supposed to End»                     | 1:37         |
| 30. | «He's Gone»                                        | 0:45         |
| 31. | «Deliver the Light Where Darkness Dwells»          | 3:35         |
| 32. | «Thordak Destiny»                                  | 2:03         |
| 33. | «For Exandria»                                     | 1:30         |
| 34. | «It's Not The Armor, It's Me»                      | 1:43         |
| 35. | «Nothing Stronger Than Love»                       | 4:18         |
| 36. | «Cursed Garden»                                    | 1:16         |
| 37. | «Keyleth Feels Her Tether»                         | 2:06         |
| 38. | «The Rock in the Churning River»                   | 1:02         |
| 39. | «Kaylie Talks to Scanlan»                          | 1:23         |
| 40. | «I Know Something You Don't»                       | 1:07         |
| 41. | «Deliver the Disease»                              | 2:13         |
| 42. | «I Seek Vengeance»                                 | 2:33         |
| 43. | «I Love You, Darling»                              | 1:57         |
| 44. | «When The Bald Man Cries (String Quartet Version)» | 1:09         |
| 45. | «Circle The World»                                 | 1:30         |

## Критика
Сериал получил 100 % на Rotten Tomatoes и 81 балл на Metacritic от критиков.
Среди неоспоримых достоинств сериала критика выделяет сценарий, игру актёров, саундтрек, проработку и «химию» персонажей и их диалоги — «саркастичные, смешные, прямолинейные и одновременно милые», по мнению Андреа Тауэрс из IGN. Многие сходятся и в том, что переход многочасового стрима в 20-минутные эпизоды прошёл настолько хорошо, насколько это было возможно, и адаптация вполне жизнеспособна как самостоятельная история. «Легенда» была воспринята как гораздо более удачная попытка перенести Dungeons & Dragons на широкий экран по сравнению с мультсериалом «Подземелье драконов» и фильмом «Подземелья и драконы».
Тем не менее, пресса в рецензиях на первый сезон довольно часто отмечала, что шоу не сразу находит оптимальный темп, и первые две серии оказались перенасыщенными «взрослым» юмором в попытке оправдать возрастный рейтинг сериала и местами затянутыми. Но затем повествование раскрыло свой потенциал, «держа себя в рамках и не увязая в лоре», и заставляет ждать продолжения, а то и желать, по словам отдельных авторов, чтобы в сезоне было больше 12 эпизодов.
Качество анимации в большинстве статей было признано достойным, но не вызвало у рецензентов особого восторга: Кэсс Маршалл из Polygon «не была сильно впечатлена боями, но всегда могла понять, что происходит на экране», боевая хореография, по мнению Каролин Као из Slashfilm, раскрылась только в последних трёх эпизодах. Неудачными во многих отзывах назывались и используемые в некоторых сценах 3D-модели.
Второй сезон также удостоился в целом благосклонных оценок критиков: IGN, Mashable, Collider и многие другие отмечают, что это всё ещё шоу, «действительно основанное на D&D-кампании». Каждому персонажу достаётся свой «Момент Главного Героя», и все из них получают «превосходные возможности для развития».
Журналистка Collider Териз Лаксон, впрочем, посчитала, что эпизодам второго сезона не хватило времени: у сезона вышел хороший «каркас» — квест по убийству драконов, но из-за необходимости ему следовать меньшие по масштабу истории не раскрываются как следует. В рецензии IGN подчёркнуто, что сезон страдает от «перенасыщенности типичными фэнтези- и НРИ-клише». В иных рецензиях вновь критикуется слабая 3D-анимация.
Авторы Variety, Mashable и многих других изданий едины во мнении, что «Легенда» «пронизана душевностью и искренней любовью к D&D», шоу заставляет даже знакомых с первоисточником фанатов почувствовать, будто они влюбляются в знакомых героев заново.
Рецензии на третий сезон в целом остались положительными и назвали его «масштабным расширением» основ, заложенных во втором сезоне; Анна Говерт из Paste подмечает, как сезон после одиночных сцен второго сезона удачно передаёт камерные диалоги из кампании-первоисточника шоу, многие критики остались довольны тем, что, несмотря на продолжающиеся изменения сюжета по сравнению с изначальным веб-сериалом, история остаётся цельной и равномерной по темпу (хотя рецензент из IGN полагает, что первая половина сезона скорее страдает от ухода от источника); также похвалы удостоились арки Сканлана и Килет, юмор Грога и Пайк, тогда как, например, сюжетная линия Перси была названа в рецензии Radio Times «отвлекающей от основной сюжетной канвы». «Прыжки» фокуса между арками в целом были названы главным недостатком сезона.